# 重庆公交集团
重庆市公共交通控股（集团）有限公司（英語：Chongqing Public Transport），简称重庆公交，成立于2002年6月11日，隶属于重庆城市交通开发投资（集团）有限公司，是重庆市国有资产监督管理委员会出资组建的国有独资企业。
重庆公交主要从事资产经营及管理，下属16个单位，主要经营公交客运、出租及相关产业。营运车辆10542辆（其中出租车1842辆），经营线路663条。日平均客运量逾500万人次。